# Satijnbessenpikker
De satijnbessenpikker (Melanocharis citreola) is een zangvogel uit de familie Melanocharitidae. De vogel werd in 2021 geldig beschreven na bestudering, van zowel de uiterlijke kenmerken als wel door DNA-onderzoek aan vogels die in 2014 en 2017 werden verzameld in West-Papoea in de "nek" van het schiereiland Vogelkop.

## Kenmerken
De vogel is ongeveer 13 cm en lijkt sterk op de geelpluimbessenpikker (M. longicauda). De vogel is van boven glanzend zwartblauw en van onder satijnkleurig wit met een waas van citroengeel.

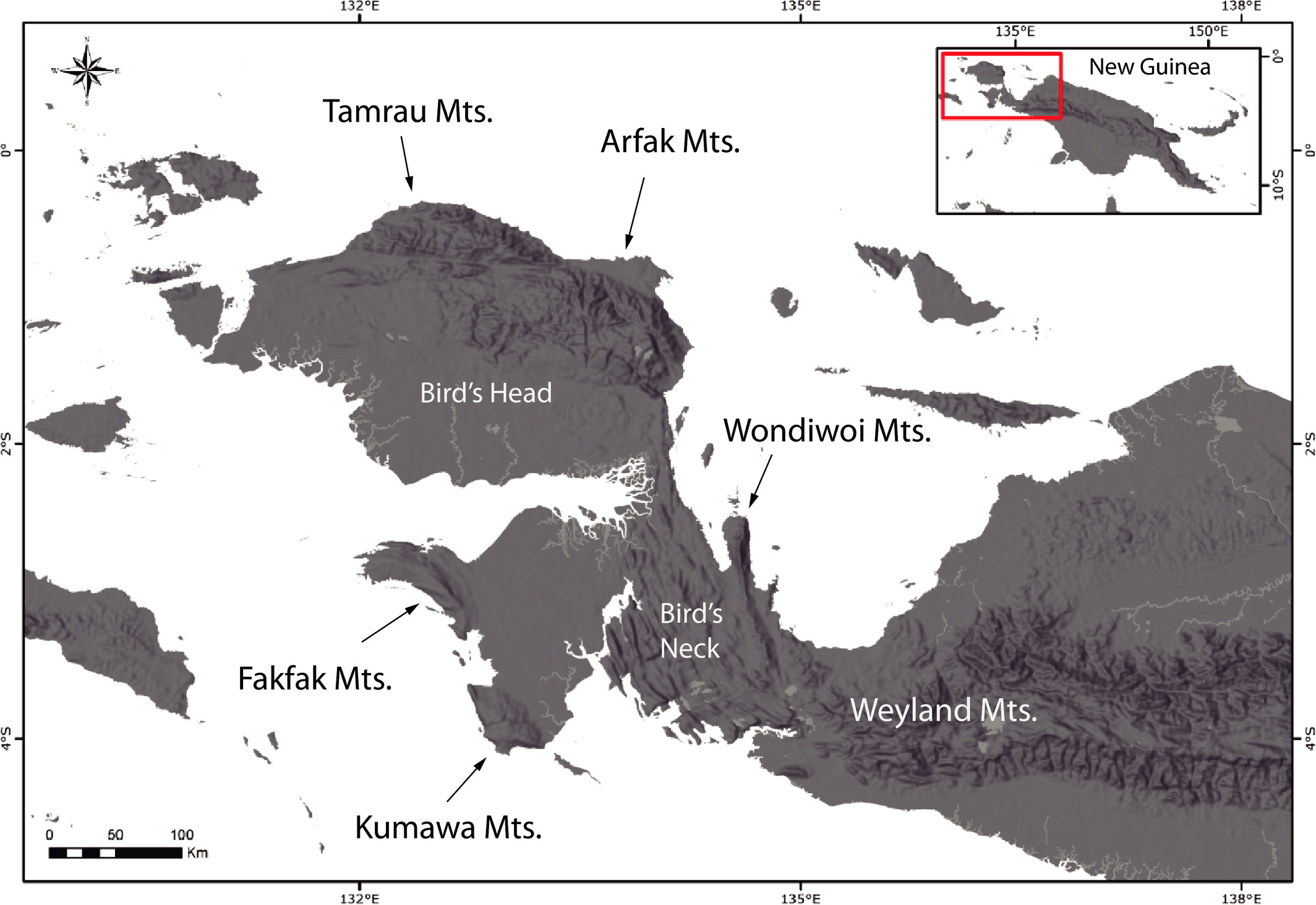

## Verspreiding en leefgebied
Deze soort is endemisch in Nieuw-Guinea in de Fakfak- en Kumawagebergten, twee bergketens in West-Papoea. De leefgebieden van deze vogel liggen in tropisch nevelwoud boven de 1200 meter boven zeeniveau.

## Status
De satijnbessenpikker heeft een beperkt verspreidingsgebied maar is in 2022 geëvalueerd als niet bedreigd door BirdLife International.